# Hiệp hội bóng đá Uruguay
Hiệp hội bóng đá Uruguay (tiếng Tây Ban Nha: Asociación Uruguaya de Fútbol) là tổ chức quản lý, điều hành các hoạt động bóng đá ở nước Uruguay. Hiệp hội quản lý đội tuyển bóng đá quốc gia nam và nữ, tổ chức giải vô địch bóng đá Uruguay. Hiệp hội bóng đá Uruguay gia nhập CONMEBOL năm 1916 và FIFA năm 1923.